# Erastow
Erastow (russisch Эрастов) ist ein russischer männlicher Familienname.

## Namensträger
- Jewgeni Rostislawowitsch Erastow (* 1963), russischer Schriftsteller
- Konstantin Maximowitsch Erastow (1902–1967), sowjetisch-russischer Generalleutnant